# Mysateles garridoi
La jutía de Garrido (Mysateles garridoi) es una especie de roedor histricomorfo de la familia Capromyidae en grave peligro de extinción. Sólo habita puntos muy concretos de la geografía cubana.
Las últimas poblaciones se encuentran en el sur de la Península de Zapata, el este de la isla de la Juventud, y en algunos puntos del archipiélago de los Canarreos.